# Natalia Lavrova
Pour les articles homonymes, voir Lavrova.
Natalia Aleksandrovna Lavrova (en russe : Наталья Александровна Лаврова) est une gymnaste rythmique russe, née le 4 août 1984 à Penza et morte le 23 avril 2010 dans l'oblast de Penza.
Elle participe pour la Russie aux Jeux olympiques d'été de 2000 à Sydney et 2004 à Athènes. Elle remporte avec son équipe chaque fois une médaille d'or dans la spécialité de gymnastique rythmique. Elle arrête la compétition en 2005 et devient entraîneur de l'équipe de Russie.
Elle meurt le 23 avril 2010, à la suite d’un accident de voiture.

## Palmarès

### Jeux olympiques
- Sydney 2000
  -  médaille d'or au concours général par équipes.

- Athènes 2004
  -  médaille d'or au concours général par équipes.